# São Francisco de Itabapoana
São Francisco de Itabapoana è un comune del Brasile nello Stato di Rio de Janeiro, parte della mesoregione del Norte Fluminense e della microregione di Campos dos Goytacazes.